# 卢森堡大学列表
下面是卢森堡各大学的列表：

## 大学
- 卢森堡大学 （Université du Luxembourg）
- 卢森堡圣心大学 （Sacred Heart University）
- 卢森堡音乐学院 （Conservatoire du Luxembourg）